# Hegemonija
Hegemonija ali nadvlada, prevlada, je političen, kulturni ali ekonomski vpliv ali dominacija enega naroda, družbe ali skupine nad drugim. Hegemonija se je v preteklosti najpogosteje dosegla z uporabo sile. Danes se najbolj pogosto nanaša na močan ekonomski in kulturni vpliv z mehanizmi globalizacije, najbolj znan primer iz antike pa je romanizacija.